# Bancroft (Idaho)
Bancroft è una città (city) degli Stati Uniti d'America, situata nella contea di Caribou, nello Stato dell'Idaho.